# آماندلا استنبرگ
آماندلا استنبرگ (انگلیسی: Amandla Stenberg؛ زادهٔ ۲۳ اکتبر ۱۹۹۸) بازیگر و خوانندهٔ آمریکایی است. نام او در فهرست تأثیرگذارترین نوجوانان تایم در سال‌های ۲۰۱۵ و ۲۰۱۶ گنجانده شد.
استنبرگ بازیگری را از کودکی در فیلم کلمبیانا (۲۰۱۱) آغاز کرد. او نقش برجستهٔ خود را با فیلم اکشن [بازی‌های گرسنگی (۲۰۱۲) گرفت. در بزرگسالی، نقش‌هایش در فیلم عاشقانه همه‌چیز، همه‌چیز (۲۰۱۷) و فیلم درام نفرتی که تو می‌کاری (۲۰۱۸) او را به شهرت رساند. او صداپیشهٔ پویانمایی مرد عنکبوتی: در میان دنیای عنکبوتی (۲۰۲۳) بود و نقش اصلی مجموعهٔ علمی تخیلی اکلایت (۲۰۲۴) را ایفا کرد.
استنبرگ به خاطر دیدگاه‌های صریح‌اش، به‌ویژه در قبال فعالیت‌هایش برای جوانان ال‌جی‌بی‌تی، که پوشش رسانه‌ای قابل توجهی داشته، شناخته شده است. او کار موسیقی خود را با گروه موسیقی دونفرهٔ هانی‌واتر که در سال ۲۰۱۵ تشکیل شد، آغاز کرد و ترانه‌ای را برای فیلم همه‌چیز، همه‌چیز اجرا کرد.

## زندگی و حرفه

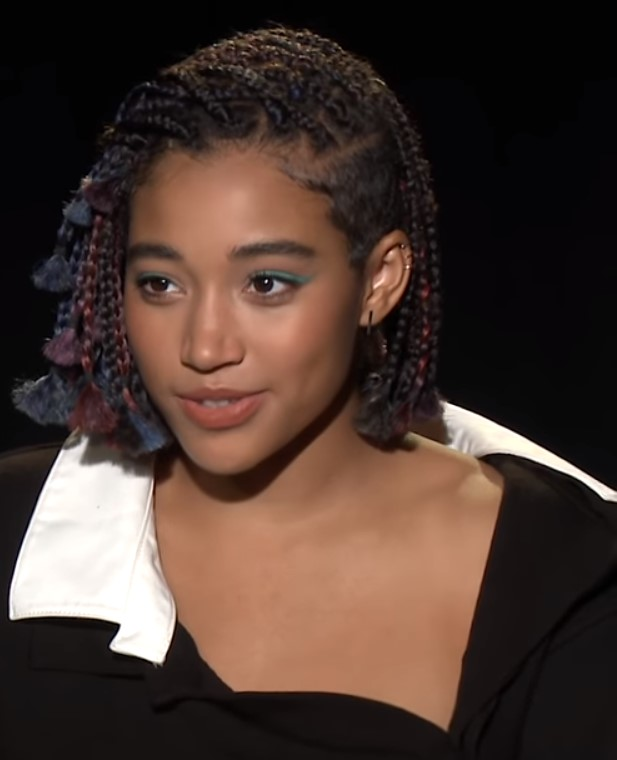
آماندلا در ۲۰۱۸

آماندلا استنبرگ، زادهٔ لس آنجلس، کالیفرنیا، فرزند کارن بریلزفورد (مشاور معنوی و نویسنده آفریقایی-آمریکایی) و تام استنبرگ (اهل دانمارک) است. او از طرف مادربزرگ پدری‌اش دارای نیاکان اینویت گرینلند است. استنبرگ دو خواهر ناتنی بزرگتر از طرف پدرش دارد.
نام کوچک او در زبان‌های آفریقای جنوبی — خوسایی و زولو — به معنای «قدرت» یا «توانایی» است. در چهار سالگی، استنبرگ شروع به تولید شاخه‌های مدل‌سازی فروشگاه برای دیزنی کرد. او در تبلیغات برای مشتریان مانند بوئینگ و کی‌مارت ظاهر شد.
در سال ۲۰۱۱ او در اولین فیلم خود کلمبیانا، به عنوان نسخه جوانتر از شخصیت زویی سالدانیا ظاهر شد. موفقیت شغلی او زمانی بود که او در فیلم بازی‌های گرسنگی بازی کرد.

## فیلم‌شناسی
| سال  | نام                                | نقش                     | نکته    |
| ---- | ---------------------------------- | ----------------------- | ------- |
| ۲۰۱۱ | کلمبیانا                           | کاتالیای جوان           |         |
| ۲۰۱۲ | طعم عاشقانه                        | تیلور                   |         |
| ۲۰۱۲ | عطش مبارزه                         | رو                      |         |
| ۲۰۱۷ | همه‌چیز، همه‌چیز                     | مَدی (مدلین)             |         |
| ۲۰۱۸ | تاریک‌ترین ذهن‌ها                    | روبی دالی               |         |
| ۲۰۱۸ | نفرتی که تو می‌کاری                 | استار کارتر             |         |
| ۲۰۱۸ | جایی که دست‌ها لمس می‌کنند           | لینا                    |         |
| ۲۰۲۱ | ایون هنسن عزیز                     | آلانا بک                |         |
| ۲۰۲۲ | بدن‌ها بدن‌ها بدن‌ها                  | سوفی                    | [ ۱۴ ]  |
| ۲۰۲۳ | حیوان من                           | جانی                    |         |
| ۲۰۲۳ | مرد عنکبوتی: در میان دنیای عنکبوتی | مارگو کِس / اسپایدر-بایت | صداپیشه |
| ۲۰۲۵ | وایلدوود                           | صداپیشه                 |         |